# Battaglia di Horodok
La battaglia di Horodok o battaglia di Gródek Jagiellońsk fu un attacco delle forze russe e cosacche su Horodok. 
Nell'agosto del 1655, le forze russo-cosacche si portarono nella Rutenia, a quel tempo una delle province della confederazione polacco-lituana, dal momento che nel luglio di quello stesso anno i territori confederati erano stati invasi dall'impero svedese. Le forze russo-cosacche si trovarono a fronteggiare un numero inferiore di soldati polacchi comandati dall'atamano Stanisław "Rewera" Potocki. I polacchi, pur supportati da truppe di cavalleria tartara della Crimea, non riuscirono a fermare i russi, e vennero respinti verso ovest dagli invasori. Presso Grodek Jagiellonski la cavalleria russa costrinse gli oppositori a combattere tra paludi e pozze d'acqua. 
La prima carica di cavalleria dei russi venne respinta e ma la cavalleria polacca si trovò tra due colonne di fanteria. L'atamano Potocki ordinò la ritirata che sfociò nel panico. Potocki tentò di riprendere il controllo del suo esercito, ma le forze russo-cosacche erano troppo numerose e malgrado una disperata resistenza, queste riuscirono a prendere il campo polacco, inseguendo i polacchi sino a Jaworow. 
Dopo la vittoria, i russi ed i cosacchi assediarono Leopoli: per salvarsi, la città pagò una somma enorme di denaro. Gli invasori fecero quindi rotta verso Lublino, raggiungendo ad ovest la Vistola presso Pulawy e Kazimierz Dolny. Per salvare la sua armata dalla completa distruzione, Potocki si arrese al re Carlo X Gustavo di Svezia il 28 ottobre 1655.